# 美拍
美拍是美图旗下的一款短视频社区应用，于2014年5月推出，该应用提供直播功能。2018年6月因传播涉未成年人低俗不良信息被中国国家网信办约谈。